# سامسونگ گلکسی ام۵۵ ۵جی
سامسونگ گلکسی ام۵۵ ۵جی تلفن همراه میانرده سامسونگ است. که در تاریخ ۲۸ مارس ۲۰۲۴ معرفی شده است.

## مشخصات

### سخت‌افزار
گلکسی ام ۵۵ از صفحه نمایش ۶/۷ اینچی سوپر امولد پلاس(Super AMOLED Plus) بهره می‌برد. همچینین وضوح این صفحه نمایش فول اچ دی پلاس(+FullHD) است. رفرش ریت صفحه نمایش ۱۲۰هرتز است. جرم این تلفن همراه ۱۸۰ گرم هست. پردازنده این تلفن همراه کوالکام اسنپ‌دراگون ۷ نسل ۱ هست. پردازنده گرافیکی نیز آدرنو ۶۴۴ است. این تلفن همراه در دو نسخه ۸گیگابایت رم/۱۲۸ گیگابایت رام و ۸ گیگابایت رم/۲۵۶ گیگابایت رام عرضه می‌شود. 
در پشت تلفن ۴ دوربین مشاهده می‌شود. دوربین واید (استاندارد) اولتراواید، واید. دوربین واید ۵۰ مگاپیکسل است. دوربین اولتراواید ۸ مگاپیکسل و دوربین ماکرو ۲ مگاپیکسل است. دوربین واید با قابلیت فوکوس خودکار تشخیص فاز، لرزش گیر اپتیکال تصویر عرضه می‌شود. دوربین اولتراواید توانایی پوشش ۱۲۳ درجه را دارد. دوربین تلفن توانایی ضبط ویدئو تا حداکثر رزلوشن 4K با ۳۰ فریم بر ثانیه. همچنین دوربین توانایی ضبط ویدئو با رزلوشن 1080p با فریم ریت ۳۰ و ۶۰ در ثانیه را دارد. دوربین سلفی ۵۰مگاپیکسلی توانایی ضبط 4K با ۳۰ فریم در ثانیه، 1080p با ۳۰ یا ۶۰ فریم در ثانیه را دارد. 
این تلفن از بلندگوی استریو پشتیبانی می‌کند. و مثل سری‌های S از جک ۳/۵ میلی‌متری پشتیبانی نمی‌کند. تلفن از سنسورهای حسگر اثرانگشت (زیر صفحه نمایش)، شتاب سنج، ژیروسکپ، حسگر مجاورت و قطب‌نما پشتیبانی می‌کند. بلوتوث مورد استفاده در این دستگاه از نسخه ۵٫۲ است. باتری درون دستگاه ۵۰۰۰ میلی‌آمپر ساعت بهره می‌برد. باتری قابیلت شارژ ۴۵ واتی را دارد.

### نرم‌افزار
سامسونگ این دستگاه را با اندروید ۱۴ و با رابط کاربری One UI 6.1 عرضه می‌شود. احتمالاً این دستگاه ۴ سال اپدیت نرم‌افزاری و تا ۵ سال آپدیت امنیتی دریافت خواهد کرد.